# St. Petri (Sollstedt)

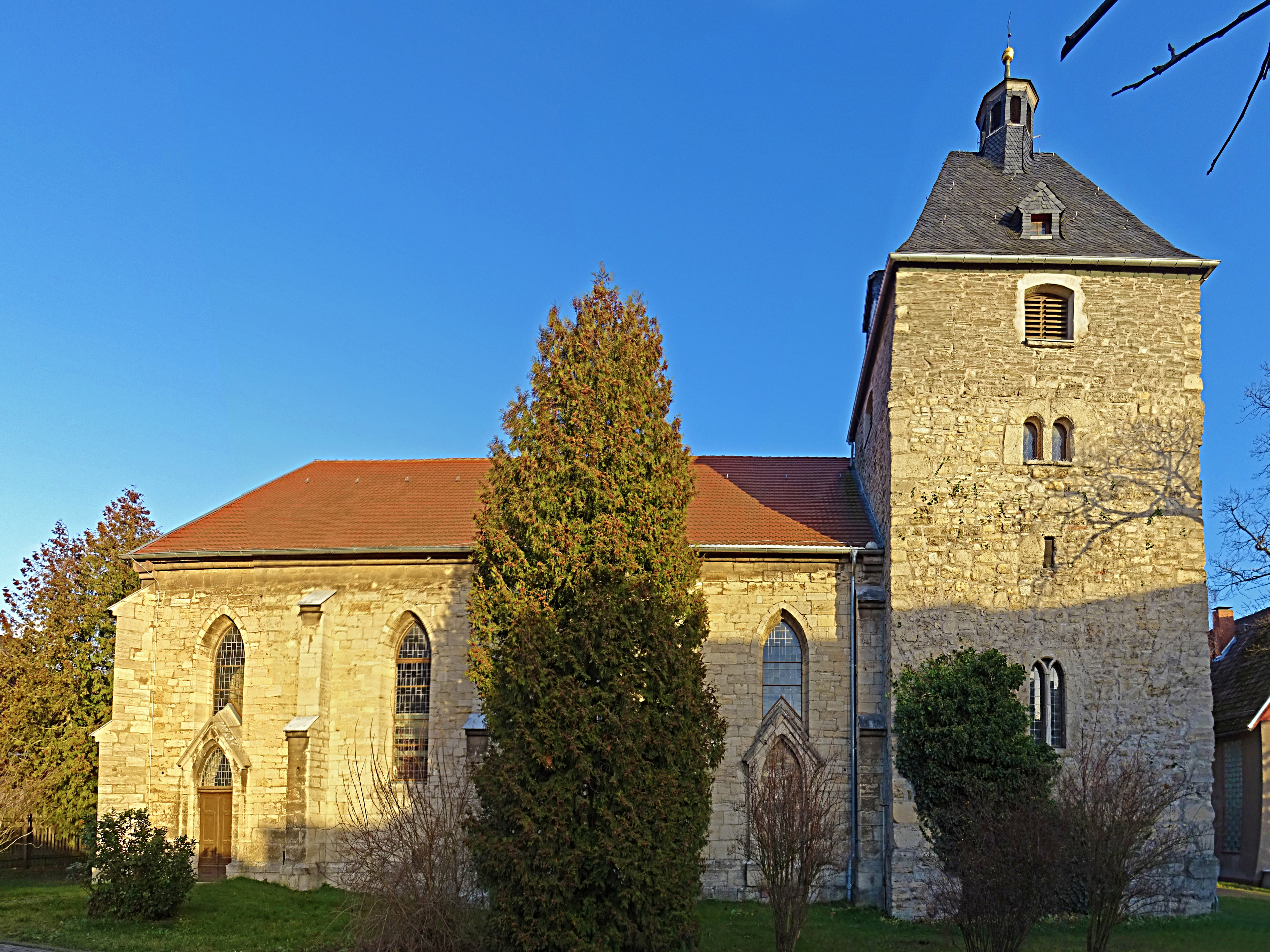
St. Petri

Die evangelisch-lutherische denkmalgeschützte Kirche St. Petri steht in Sollstedt, einer Gemeinde im Landkreis Nordhausen von Thüringen. Die Kirchengemeinde Sollstedt gehört zum Pfarrbereich Sollstedt im Kirchenkreis Südharz der Evangelischen Kirche in Mitteldeutschland.

## Beschreibung
Das Langhaus der neugotischen Saalkirche wurde 1876/77 in Nord-Süd-Ausrichtung errichtet. Der eingezogene Chor im Norden hat einen 5/8-Schluss. Der ehemalige Chorturm des 1442 aus Bruchsteinen errichtete Vorgängerbaus schließt im Südwesten an das niedrige Langhaus an. Er ist mit einem schiefergedeckten Walmdach versehen, aus dem sich ein Dachreiter erhebt. Die Wände des mit einem abgewalmten Satteldach bedeckten Langhauses über vier Achsen werden von Strebepfeilern gestützt. Der Innenraum ist zum Dachstuhl offen. 
|  |  |

Die Orgel mit 17 Registern, verteilt auf zwei Manuale und ein Pedal, wurde 1906 von Paul Seewald gebaut und 1925 von Paul Kiessling & Söhne umgebaut.